# Eastover (Karolina Południowa)
Eastover – miasto w Stanach Zjednoczonych, w stanie Karolina Południowa, w hrabstwie Richland.